# Йорк Боєн
«Йорк Бо́єн» (нім. «Yorck Boyen Insterburg») — колишній німецький футбольний клуб з Інстербурга, Східна Пруссія (зараз Калінінградська область). Заснований 1921 року.

## Історія
Клуб був заснований у 1921 році як «СВ Йорк Інстербург» (нім. SV Yorck Insterburg). У 1934 році він об'єднався з клубом «Мілітер СВ Боєн 1923 Тільзіт» (нім. Militär SV von Boyen 1923 Tilsit) і став називатись Йорк Боєн Інстербург.
У 1930-х роках клуб двічі ставав чемпіоном східнопрусської ліги (нім. Gauliga Ostpreußen) і двічі брав участь у розіграші загальнонімецького чемпіонату (але обидва рази зміг зайняти лише останнє місце в своїй групі)
Після початку Другої світової війни клуб перестав грати, а після війни був остаточно розформований.

## Досягнення
- Чемпіон східнопрусської ліги (2): 1934/35, 1937/38
- Срібний призер східнопрусської ліги (1): 1936/37